# Дорломбос
Дорломбос (на македонска литературна норма: Дорломбос) е село в община Струмица на Северна Македония.

## География
Селото е разположено в югозападните склонове на Беласица.

## История
През XIX век селото е чисто турско. В „Етнография на вилаетите Адрианопол, Монастир и Салоника“, издадена в Константинопол в 1878 година и отразяваща статистиката на населението от 1873 година, Дорло оваси е посочено като село в Дойранска каза със 120 домакинства, като жителите му са 250 турци. Според статистиката на Васил Кънчов („Македония. Етнография и статистика“) от 1900 година Дурлу Оваси е населявано от 550 жители, всички турци.
На 13 август 1951 година комунистическите власти извършват край Дорломбос убийството на петима студенти - така наречената Струмишка петорка.
Според преброяването от 2002 година Дорломбос има 117 жители, всички турци. В селото има основно училище „Даме Груев“.
Според данните от преброяването през 2021 година Дорломбос има 52 жители.
| Националност     | Всичко |
| северномакедонци | 0      |
| албанци          | 1      |
| турци            | 49     |
| роми             | 0      |
| власи            | 0      |
| сърби            | 0      |
| бошняци          | 0      |
| други            | 2      |